# Izilán
Izilán (en árabe: أزيلان‎, en francés: Azilane) es una localidad marroquí perteneciente al municipio de Talambot, en la región de Tánger-Tetuán-Alhucemas. Desde 1912 hasta 1956 perteneció a la zona norte del Protectorado español de Marruecos.